# 投棒

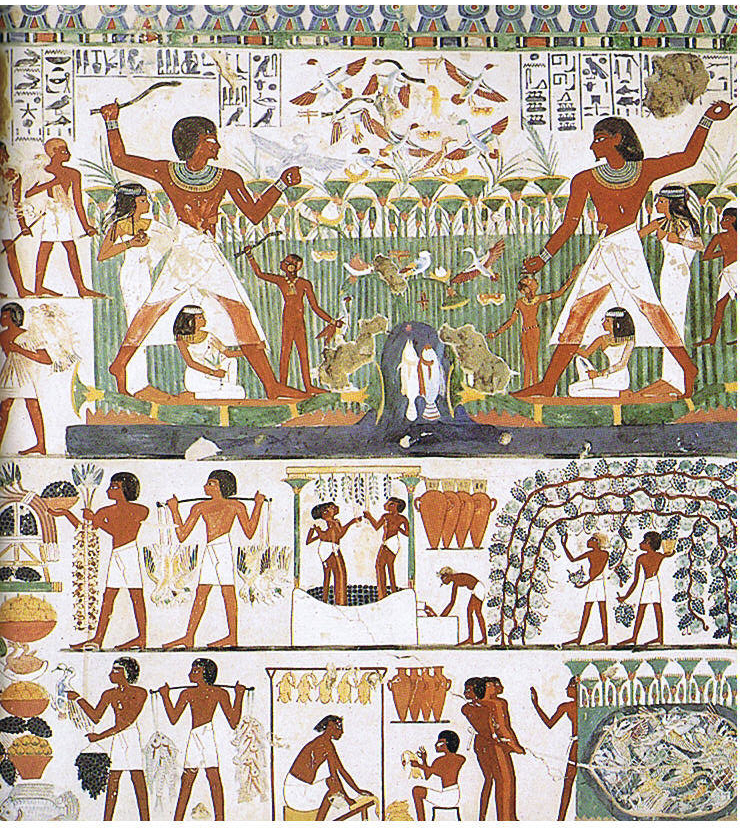
古代エジプトで投棒によって狩猟が行われていた様子

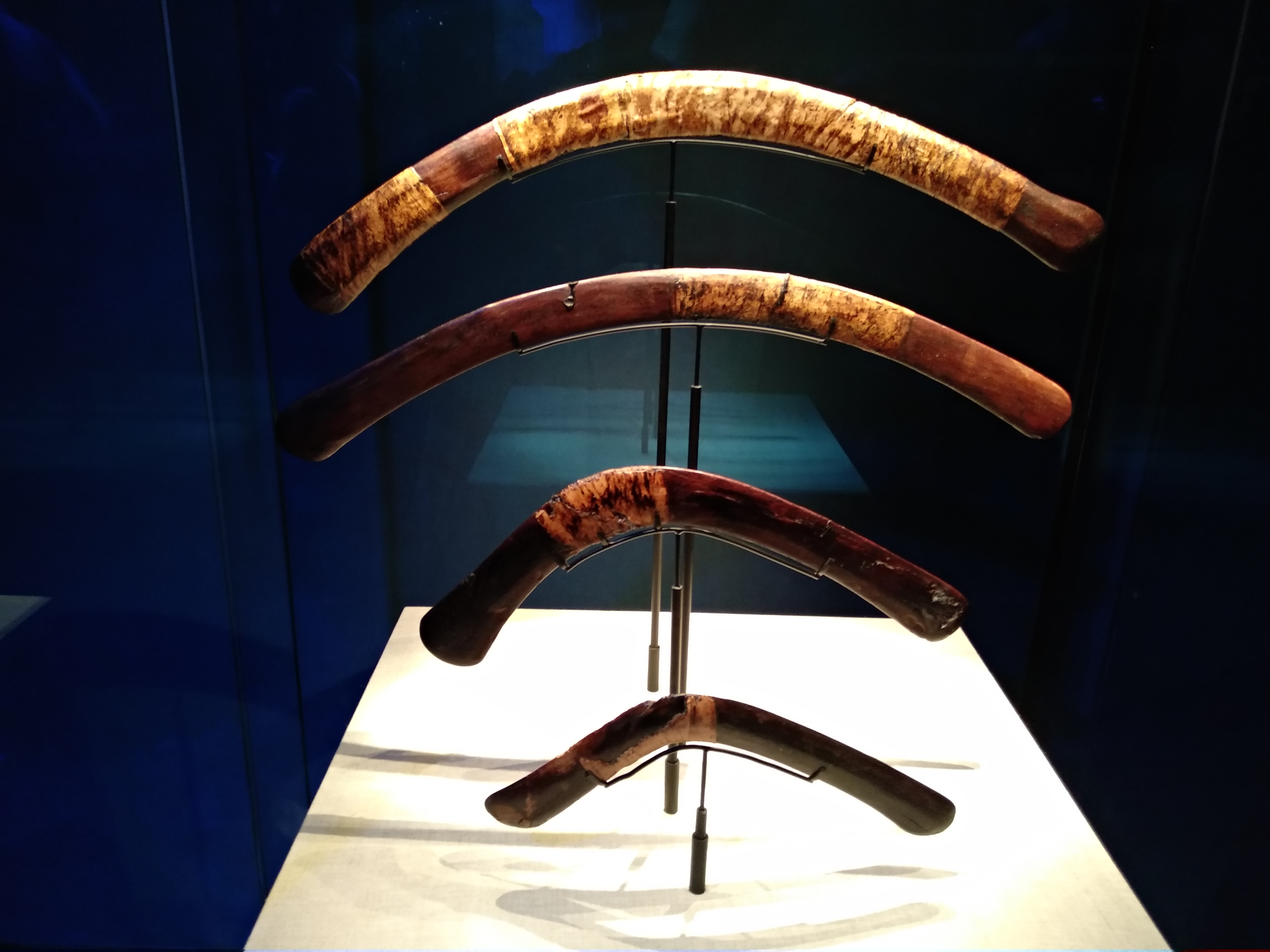
古代エジプトの王（ファラオ）ツタンカーメンの墓にあった狩猟用のこん棒

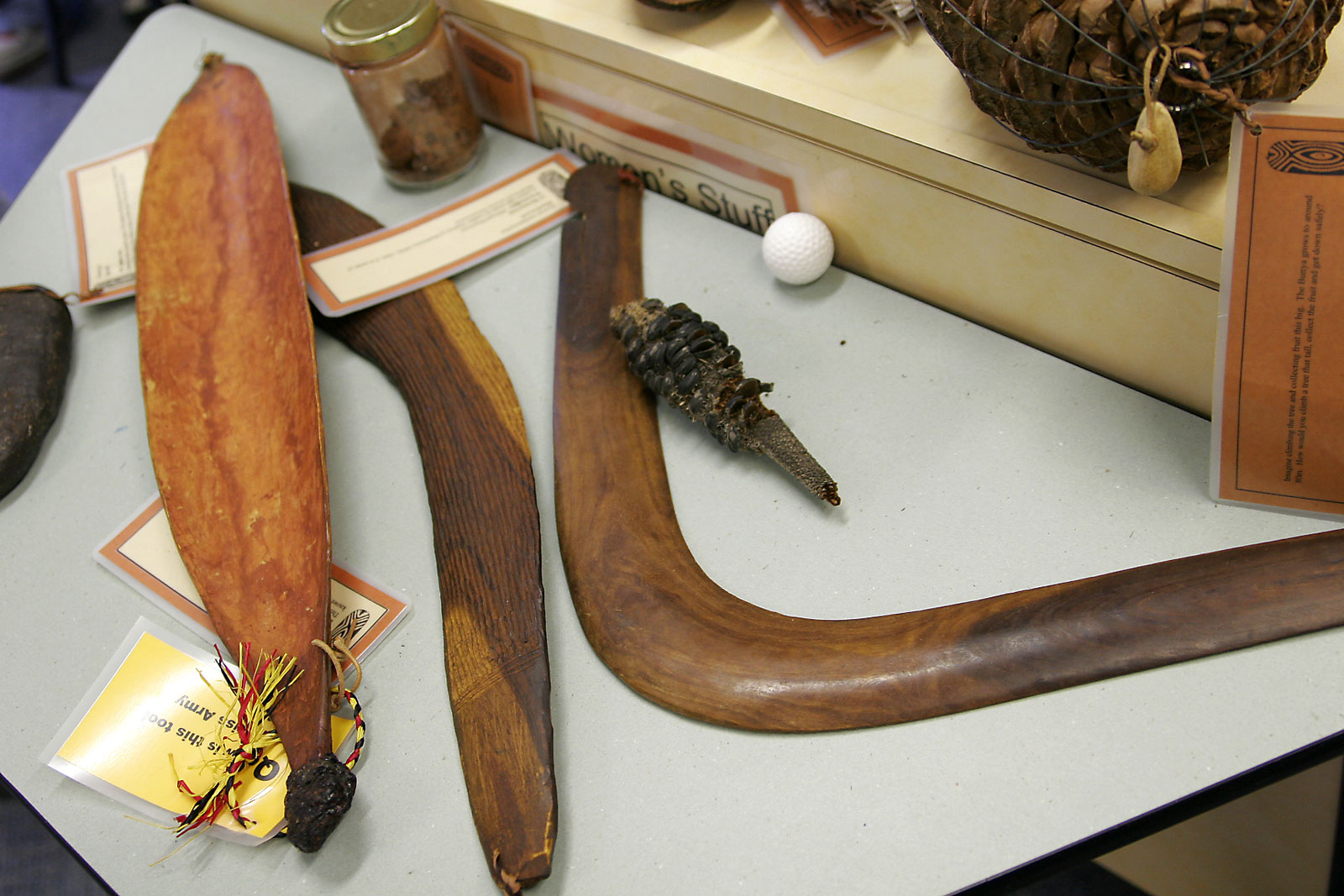
オーストラリア先住民アボリジニが使用するブーメランを含む投棒

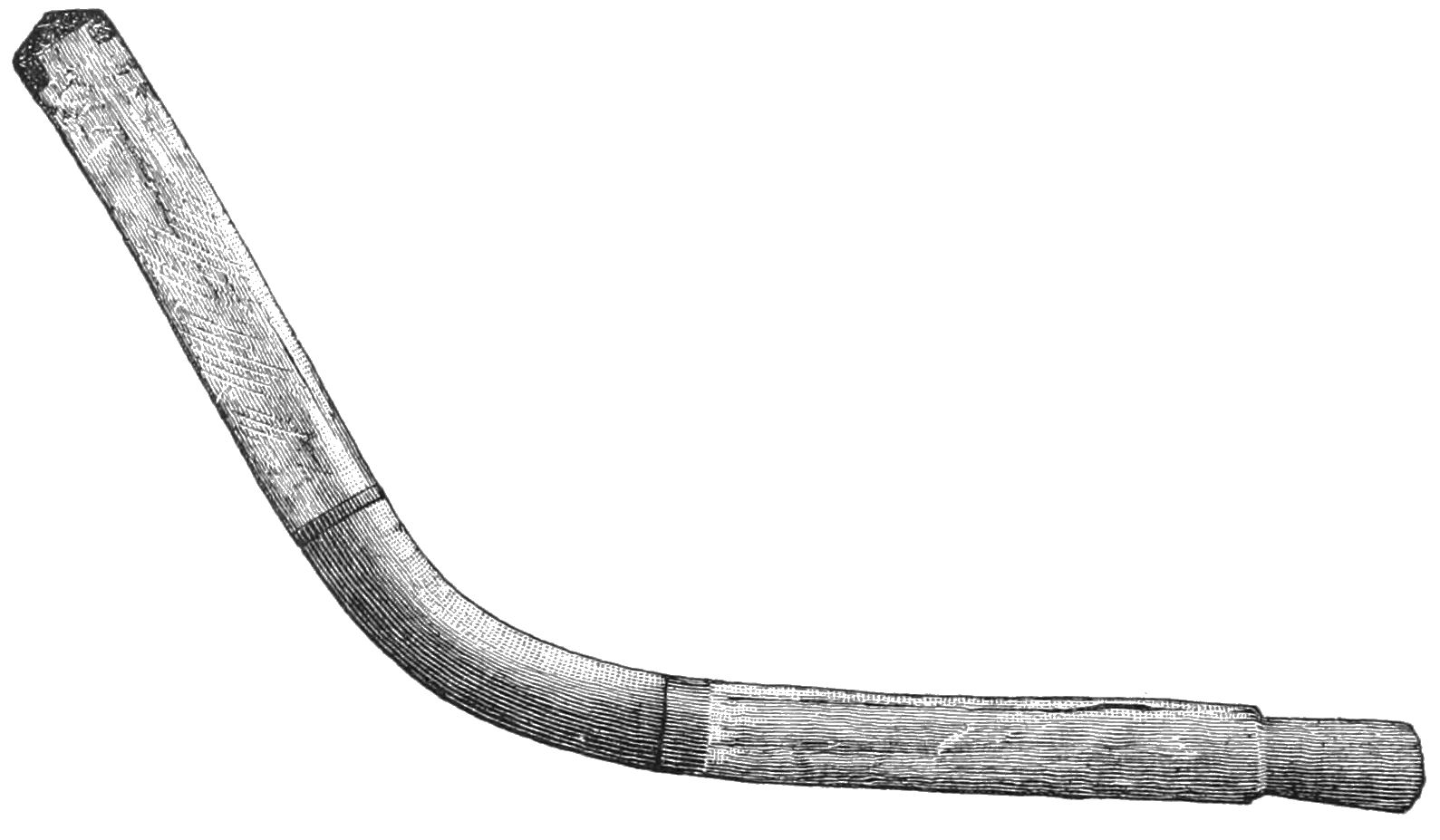
北米に住む先住民ズニ族が兎狩に使用するRabbit Stick

投棒（なげぼう）、投げ棒とは、棒状の物を投擲すること、もしくは投げるための棒である。狩猟や競技の他、人間の足と足の間に投げ込んで転倒させるなどの戦闘に用いられる。投げ棍棒ともいう。
野生類人猿のゴリラ、オラウータン、チンパンジーなどにも敵を追い払ったりするのに枝などの棒を投げる行動が見られ、原始的な時代から使用されていたと考えられる。
ドイツのシェーニンゲンから更新世に生きていた原人ホモ・エレクトス（ホモ・ハイデルベルゲンシス）によって木から作られた槍「シェーニンゲンの槍」が発掘されている。現生人類によるものとしては、ポーランド南部の後期旧石器時代の遺跡から、マンモスの牙を使ったブーメラン状の骨角器が見つかっている。
現代でもオーストラリア、アフリカ、アメリカなどの広い地域でこん棒を投げる狩猟が存在する。

## 用途
兎狩に使用されるこん棒を、ギリシア語ではλᾰγωβόλον（ラテン文字化：lagobolon）と呼ぶ。
英語ではRabbit Stickと呼び、アメリカ南西部の先住民ホピ族、ナバホ族、ズニ族、ガブリエレノ族などがウサギ、プレーリードッグ、コヨーテなどの小動物狩りに使用している。
インドでは、Valariもしくはvalai thadiと呼び、象牙・木・金属から作られたこん棒を投げて、ウサギ、シカなどを狩っていたほか、戦争にも使用したため1801年にはイギリスにより禁止された。
競技
- こん棒投 - パラ陸上競技の投擲種目
- キイッカ（英語版）（kyykkä） - フィンランドのこん棒を投げる伝統競技
- モルック - フィンランドのこん棒を投げる競技
- 鶏投げ - イギリスのブラッド・スポーツ。柱に縛った鶏にコクステール（cokstele）というこん棒を投げるゲーム。
- Aasa'tinuma - アメリカ南西部に住む先住民が行うラビットスティックを使用した狩猟を模した競技[10]
- インドではValari（英語版）を用いた National Valari Championship が開かれた[13]。

## 文化
作品
SF映画『2001年宇宙の旅』の冒頭において、人類の祖先の猿が謎の石板に触って知性を獲得した後に棒状の骨を持ち、敵を打ち倒し、棒状の骨を投擲して空中に浮かぶ骨から宇宙に浮かぶ宇宙船に切り替わるまでが人間の知性と道具の進歩を表す象徴的なシーンとして映画史上最も美しいと評価されている。